# Challenger de Bangkok 2014
El Chang-Sat Bangkok Open 2014 fue un torneo de tenis profesional jugado en canchas de pista dura. Se disputó la 6.ª edición del torneo que formó parte del circuito ATP Challenger Tour 2014. Se llevó a cabo en Bangkok, Tailandia entre el 25 y el 31 de agosto de 2014.

## Jugadores participantes del cuadro de individuales

### Cabezas de serie
| País                    | Jugador           | Rank1 | Favorito |
| ----------------------- | ----------------- | ----- | -------- |
| Bandera de Australia    | James Duckworth   | 155   | 2        |
| Bandera de Italia       | Luca Vanni        | 170   | 3        |
| Bandera de Italia       | Thomas Fabbiano   | 227   | 4        |
| Bandera de Australia    | Matt Reid         | 236   | 5        |
| Bandera del Reino Unido | Kyle Edmund       | 237   | 6        |
| Bandera de Japón        | Yasutaka Uchiyama | 242   | 7        |
| Bandera de Suecia       | Elias Ymer        | 244   | 8        |

- 1 Se ha tomado en cuenta el ranking del 18 de agosto de 2014.

### Otros participantes
Los siguientes jugadores recibieron una invitación (wild card), por lo tanto ingresan directamente al cuadro principal (WC):
- Phassawit Burapharitta
- Nuttanon Kadchapanan
- Pruchya Isarow
- Kittipong Wachiramanowong

Los siguientes jugadores ingresan al cuadro principal tras disputar el cuadro clasificatorio (Q):
- Sanjar Fayziev
- Christopher Rungkat
- Peerakiat Siriluethaiwattana
- Chaleechan Tanasugarn

## Jugadores participantes en el cuadro de dobles

### Cabezas de serie
| País                    | Jugador            | País                    | Jugador            | Rank1 | Favorito |
| ----------------------- | ------------------ | ----------------------- | ------------------ | ----- | -------- |
| Bandera de Tailandia    | Sanchai Ratiwatana | Bandera de Tailandia    | Sonchat Ratiwatana | 198   | 1        |
| Bandera de China Taipéi | Ti Chen            | Bandera de China Taipéi | Hsien-yin Peng     | 234   | 2        |
| Bandera de China Taipéi | Hsin-han Lee       | Bandera de Tailandia    | Danai Udomchoke    | 335   | 3        |
| Bandera de la India     | Divij Sharan       | Bandera de Japón        | Yasutaka Uchiyama  | 343   | 4        |

- 1 Se ha tomado en cuenta el ranking del 18 de agosto de 2014.

## Campeones

### Individual Masculino
- Hyeon Chung derrotó en la final a  Jordan Thompson por 7-60, 6-4.

### Dobles Masculino
- Pruchya Isarow /  Nuttanon Kadchapanan derrotaron en la final a  Chen Ti /  Peng Hsien-yin 6–4, 6–4